# Aleksandr Grieczaninow
Aleksandr Tichonowicz Grieczaninow (ros. Александр Тихонович Гречанинов; ur. 25 października 1864 w Moskwie, zm. 3 stycznia 1956 w Nowym Jorku) – rosyjski kompozytor romantyczny.

## Życiorys
Był uczniem Siergieja Taniejewa i Nikołaja Rimskiego-Korsakowa w konserwatoriach w Moskwie i Petersburgu. W roku 1925 opuścił Rosję, do 1939 roku przebywał w Paryżu, następnie wyemigrował do Stanów Zjednoczonych. 
Twórczość Grieczaninowa nawiązuje do tradycji muzyki rosyjskiej. Największą popularność zdobyła jego muzyka religijna oraz miniatury fortepianowe, zwłaszcza przeznaczone dla dzieci. Pisał także opery (m.in. 3 opery dziecięce), utwory kameralne, symfonie (5) oraz koncert wiolonczelowy i skrzypcowy.

## Wybrane utwory
Szczegóną popularność zdobyły utwory religijna kompozyta. Napisał wiele utworów dla liturgii prawosławej, np.
- Liturgia św. Jana Chrysostoma nr 1, op. 13 (1897)
- Liturgia Wigilii Bożego Narodzenia op. 19 (1898), na podwójny chór mieszany SSAATTBB
- Liturgia św. Jana Chrysostoma nr 2, op. 29 (1902)
- Liturgia Domestica (Liturgia św. Jana Chrysostoma nr 3), op. 79 (1917)
- Liturgia św. Jana Chrysostoma nr 4, op. 177 (1943)
- Utwory na Wielki Tydzień (Страстная седмица) op. 58 (1911)
- Całonocne czuwanie (Всенощное бдение, op. 59 (1912)

Pozostawił też utwory dla liturgii katolickiej, np.: 
- Missa oecumenica op. 142 (1939) na solistów, chór mieszany, organy i orkiestrę;
- Missa festiva op. 154 (1937) na chór i organy;
- Missa Et in terra pax op. 166 (1942) na chór i organy;
- Missa Sancti Spiritus op. 169 (1943) na chór i organy;
- 5 Motetów op. 155 (1937) na chór i organy:

1. Ave Verum
2. Ave Maria
3. Tantum Ergo
4. Laudate Dominum
5. Cantate Domino
6. Tu es Petrus